# Mahō Tsukai Tai!
Mahō Tsukai Tai! (魔法使いTai!?) es un anime que consiste en un OVA de 6 partes en 1996 y después, en 1999 fue adaptada a una serie de TV de 13 episodios que se emitió por el canal Animax, principalmente en las regiones del sur de Asia. El plan original es obra del director de anime Junichi Sato, con una animación producida por Triangle Staff y Bandai Visual. También se publicaron dos series de manga: una versión shōjo hecha por Tammy Ohta (太田 多美 Ōta Tami) y una versión shōnen hecha por Shamneko (紗夢猫). Su nombre en inglés es Magic User's Club y se emitió por la cadena AnimeWorks en Estados Unidos. En España se le conoce como Escuela de Brujas, siendo las dos series de anime editadas por Jonu Media y el manga versión shōnen por Ivrea. También las dos serie fueron dobladas al catalán y emitidas por el canal K3.

## Argumento

### La Serie OVA
Una enorme nave alienígena con forma de cilindro conocida por los humanos como "la Campana" (釣り鐘 Tsurigane), desciende un día sobre la Tierra. Militares de todo el mundo deciden hacerle frente, atacando con aviones y misiles del más poderoso calibre, pero sus esfuerzos son en vano, debido a que sus misiles son vaporizados como por arte de magia antes de inflinglir daño a la nave. Además la nave envía un ejército de robots para destruir a los aviones. Después de que el mundo entero observe la ineficacia del ataque militar, a la gente no le queda más remedio acostumbrarse a ser frecuentemente observado por unas esferas que provienen de la Campana y que ahora conviven con los humanos. 
Un grupo de estudiantes de la escuela secundaria Kitanohashi, que son miembros del Club de los Usuarios Mágicos, piensan que es posible destruir a la Campana usando la magia que practican.

### Serie de Televisión
La campana ha sido derrotada, pero en su lugar quedó un gigantesco cerezo. El Club de Magia tiene que buscar de nuevo la forma de resolver el problema del árbol gigante, el cual está bloqueando la luz solar de la ciudad. Una misteriosa figura desciende sobre el árbol y observa a los miembros del club que tratan de lidiar con la magia en su vida diaria.

## Personajes principales
Sae Sawanoguchi (沢野口 沙絵 Sawanoguchi Sae?)
Seiyū: Hiroko Konishi
Estudiante de 2º grado en la escuela Kitanohashi y nuevo miembro del Club de Mágia. Su mayor deseo es aprender magia, para así llegar a ser una gran bruja, pero su sueño compite con su enorme torpeza: siempre está tropezando, o chocando con otras personas. Es bastante infantil, como se puede ver en las páginas de su diario, que están llenas de dibujitos. Sae profesa un gran respeto hacia Takakura tanto por su experiencia como por ser el líder del Club de Magia, y es la principal inspiración de Sae para esforzarse en aprender magia. Sueña con que Takakura se sienta algún día orgulloso de ella.
Pero en realidad, Sae está enamorada de Takakura, y al parecer este está enamorado también de ella. Lo que ocurre es que ambos son extremadamente tímidos a la hora de expresar sus sentiminetos.
De los cinco miembros, Sae es quien tiene la magia más poderosa, pero siempre o casi siempre falla por su poca capacidad para concentrarse. Además, siempre le atribuye sus logros a su oso Jeff, un muñeco de peluche que le regaló un misterioso mago cuando ella era niña.
En el OVA, se puede ver a Sae entrenando con dificultades en el vuelo con escoba, pero sus habilidades progresan en la serie de TV, cuando se le ve volando en varios objetos alargados sin ningún problema.
De acuerdo al diseñador Ikuko Itoh, para crear a Sae, él se basó en su propia madre, debido a que son algo despistadas por naturaleza, como Sae.
Nanaka Nakatomi (中富 七香 Nakatomi Nanaka?)
Seiyū: Mayumi Iizuka
Doblaje: (Inglés) Lisa Ortiz
Estudiante de 2º año y amiga de la infancia de Sae. Nanaka simplemente quiere ser una estudiante normal y es algo disidente con la obsesión de Sae por el Club de Magia. Tanto que varias veces intenta convencer a Sae para dejar juntas el club. Nanaka acaba enamorándose de Aburatsubo, pero teme revelar sus sentimientos porque sabe que no será correspondida.
Akane Aikawa (愛川 茜  Aikawa Akane'?)
Seiyū: Junko Iwao
Doblaje: (Inglés) Nicole Tieri y Stacey Williams
Estudiante de 1º y otra nueva integrante del Club de Magia. Akane es la típica niña rica y mimada que frecuentemente falta a las reuniones del club porque tiene citas con sus novios. Pese a todo, lanza hechizos de forma muy natural y sencilla. Akane a veces usa la magia para propósitos egoístas que van en contra de las enseñanzas de Takakura y como consecuencia suele recibir algún sermón de Sae. (A modo de firma, cualquier cosa afectada por su magia acaba girando.)
En la serie de TV, Akane trabaja como modelo y aparece en anuncios de ropa que se pueden ver por la ciudad.
Takeo Takakura  (高倉 武男  Takakura Takeo'?) 
Seiyū: Masaya Onosaka
Doblaje: (Inglés) Jamie McGonnigal
Estudiante de tercer año en la Escuela Superior Kitanohashi, Takakura es el presidente y fundador del Club de Magia. Takakura es muy propenso a pavonearse delante de las chicas con alguno de sus discursos (con escaso éxito, solo Sae se siente influenciada por sus palabras) y tiene fantasías eróticas en momentos inoportunos, hasta tal punto que desconecta totalmente de la realidad. Está enamorado de Sae, pero no admitirá sus entimientos porque es muy consciente de su posición de superior y mentor de Sae.
Mientras se escondía de su enemiga de la infancia, Takeo encontró en una cueva el libro de hechizos y el bastón mágico original, del cual hizo varias copias para los miembros del club.
Ayanojyo Aburatsubo  (油壷 綾之丞  Aburatsubo Ayanojō'?) 
Seiyū: Takehito Koyasu
Doblaje: (Inglés) Kevin T. Collins
Estudiante de tercer año y vicepresidente del Club de Magia. Aburatsubo es homosexual, pero nunca se le ha visto interesado en ningún otro chico que no sea Takakura, frente al cual no tiene barreras a la hora de demostrar su afecto. Takakura se siente incómodo con el flirteo de Aburatsubo, pero no le da demasiada importancia. Aburatsubo corta en varias ocasiones a Sae cuando esta habla con Takakura, con frases como "eres una carga" o "eres tan torpe...". Aburatsubo es muy habilidoso en muchas materias y está envuelto en muchos otros clubes además del Club de Magia, como el club de tenis y el club de teatro.

### Otros magos
Jeff-kun  (ジェフくん  'Jefu-kun'?)
Seiyū: Satoru Nakano
Doblaje: (Inglés) Michelle Medlin
Jeff es el nombre que comparten la silueta de un misterioso mago que Sae conoció cuando era niña y un oso de peluche que Sae recibió de ese mago. Cuando Sae se encuentra en situaciones críticas, el osito Jeff es un apoyo para los poderes mágicos de Sae. Sae vuelve a encontrarse con el Jeff real, de nuevo en forma de silueta cuando el resto del Club de Magia se encuentra atrapado en la Campana y le da la confianza en sí misma para rescatarlos. Aparece en el OVA y al final de la serie de TV.
Jurika Jinno  (仁乃 樹里加  Jinno Jurika'?) 
Seiyū: Nami Miyahara
Doblaje: (Inglés) Michelle Newman
Jurika es un mago que parece interesado en los miembros del Club de Magia y en el uso de la magia, por razones que al principio no están claras. Jurika es muy andrógino, oficialmente de sexo masculino como estudiante pero la mayor parte del tiempo tiene unos rasgos muy femeninos. Tiene la habilidad de leer y traducir el Grimorio que Takakura usa para enseñar al resto de los miembros del Club, yendo tan lejos que identifica la copia del Club como una versión más antigua con algunos errores.
Jurika es realmente una ilusión mágica concebida por los deseos e ideales mágicos de Sae y que ha cobrado vida. Al estar hecho de pura magia, tiene habilidades como: manipular su aspecto, estar a la vez en múltiples lugares y momentos, leer la mente e interactuar con los sueños de otras personas, entre muchas otras. Siendo un producto de la mente de Sae, es consciente de las personalidades y relaciones entre los miembros del Club de Magia y usa sus conocimiento para inducirlos a emplear más magia. Al final de la serie de TV, es absorbida de nuevo por su creadora. Solo aparece en la serie de TV.
Miki Mizusawa  (水沢　美樹  Mizusawa Miki'?)
Seiyū: Miho Yamada
Doblaje: (Inglés) Carrie Keranen
Llamado "Micky-senpai"  (ミッキー先輩  Mikkī-senpai'?) por Sae, Miki es una amiga y mentora de Sae que vive en Inglaterra. Estuvo en el Club de Magia durante un periodo de tiempo desconocido antes de marcharse al extranjero. Sae le escribe constantemente en la serie de TV, contándole lo que ha estado haciendo. El padre de Miki es un gran mago establecido en Inglaterra y ha entrenado con su hija. Miki tiene la suficiente magia como para volar sin necesidad de usar una escoba y puede invocar a una serpiente mágica para ayudarla. Solo aparece en la serie de TV.

### Periodistas
Mitsuru Minowa  (箕輪　充  Minowa Mitsuru'?) 
Seiyū: Akio Ohtsuka
Doblaje: (Inglés) Mike Pollock
Minowa es un periodista empeñado en conocer la verdad que se esconde tras la Campana. Investiga al Club de Magia para averiguar si poseen alguna relación con los alienígenas.
Yoshito Yoshimoto  (吉本　吉人  Yoshimoto Yoshito'?) 
Seiyū: Tomohiro Nishimura
Doblaje: (Inglés) Michael Tremain
Yoshimoto es un fotógrafo que acompaña constantemente a Minowa, aunque él no se toma la Campana tan en serio como su jefe.

### Club de Manga
Mizuha Miyama  (深山　瑞葉  'Miyama Mizuha'?)
Seiyū: Rei Sakuma
Doblaje: (Inglés) Suzanne Gilad
Miyama es la presidenta del Club de Manga, cuya puerta está situada justo al lado de la del Club de Magia. De personalidad mandona, usa sus enormes pechos para intimidar a Takakura, de quien ha estado burlándose desde que eran pequeños. Miyama está constantemente intentando disolver el Club de Magia para recuperar ese especio que prestó al club.
Secretamente alberga sentimientos hacia Takakura, a pesar de que le atormenta sin parar. Cuando fue víctima de un hechizo de la verdad, Miyama confesó sus verdaderos sentimientos hacia él. En la serie de TV desarrolla un proyecto de manga con alegorías a Takakura.
Katsuhito Kubo  (久保　克人  'Kubo Katsuhito'?)
Seiyū: Akira Shirai
Kubo solo aparece en el OVA. Es el supervisor del Club de Magia y del Club de Manga. No pone ningún esfuerzo en resolver las disputas entre los estudiantes. Kubo tiene el hábito de dar sus tarjetas de visita a todo aquel con quien entabla conversación.
Rinpun (リンプン  Rinpun'?) & Kojin (コージン  Kōjin'?)
Seiyū: Kazuya Ichijou (OVA), Yasuhiro Takato (TV)
Doblaje: (Inglés) Michelle Newman
Dos chicos que son los lacayos de Miyama. Rinpun y Kojin hacen todo tipo de tareas nimias para Miyama, y a veces le ha encargado espiar a otros para obtener información.

### Familia
Saki Sawanoguchi  (沢野口　早紀  Sawanoguchi Saki'?) 
Seiyū: Atsuko Tanaka (OVA), Kazusa Murai (TV)
Doblaje: (Inglés) Shannon Conley
La hermana mayor de Sae, encargada de cuidarla en Tokio. En la serie de Tv, Saki tiene problemas con su novio.
Sawako Sawanoguchi  (沢野口 佐和子  Sawanoguchi Sawako'?) 
Seiyū: Kumiko Takizawa
Doblaje: (Inglés) Suzanne Gilad
La madre de Sae, una mujer con una personalidad muy enérgica. Los padres de Sae tienen un rancho en Hokkaidō.
Sakae Sawanoguchi  (沢野口　栄  Sawanoguchi Sakae'?) 
Seiyū: Kouji Kurose
El padre de Sae, aparentemente un hombre de pocas palabras. De él heredó Sae su peinado.
Naoki Nakatomi  (中富　直紀  Nakatomi Naoki'?) 
Seiyū: Kouki Miyata
Doblaje: (Inglés) Michelle Newman
El hermano pequeño de Nanaka. Nanaka le percibe como un niño irritante.
Naoko Nakatomi  (中富　菜緒子  Nakatomi Naoko'?) 
Seiyū: Urara Takano
Doblaje: (Inglés) Camille Diamond
La madre de Nanaka, que regenta una tienda de comida saludable. Además, cultiva sus propias verduras. Nanaka se enfada cuando ella no presta importancia a asistir a las reuniones de los padres con los profesores.
Azusa Amano  (天野　梓  Amano Azusa'?) 
Seiyū: Gara Takashima
Doblaje: (Inglés) Lisa Zlotnick
La madre de Akane, que es también una actriz de renombre.
Takako Takakura  (高倉　貴子  Takakura Takako'?)
Seiyū: Sawa Ishige
Doblaje: (Inglés) Amy Fitts
La hermana pequeña de Takeo. Takako parece bastante irritada con las excentricidades de su hermano mayor, y siempre se asegura de que cumple con sus tareas diarias.
Akiko Aburatsubo  (油壺　亜希子  Aburatsubo Akiko'?)
Seiyū: You Inoue
Doblaje: (Inglés) Deborah S. Craig
La madre de Aburatsubo, que trata a su hijo de una forma muy infantil y apasionada. De hecho, Aburatsubo no la soporta.

### Comité de Seguridad de Aburatsubo
Michiko Mikote  (御小手　ミチコ  Mikote Michiko'?) 
Seiyū: Umi Tenjin
Doblaje: (Inglés) Amy Fitts
Es la presidenta del "Comité de Seguridad de Aburatsubo", un grupo de chicas que están obsesionadas con Aburatsubo en la serie de TV. Michiko es la más polémica y celosa de las chicas, e insiste en que ella es la única que puede llamarle "Aya-sama".
Madoka Masuko (増子　まどか  Masuko Madoka'?)
Seiyū: Nanae Katō
Doblaje: (Inglés) Camille Diamond
Madoka es otra chica del comité que está muy obsesionada con Aburatsubo. Suele romper la regla de llamar "Aya-sama" a su ídolo y cuando lo hace acaba siendo golpeada por Michiko.
Hikaru Hirasaka  (平坂　光  Hirasaka Hikaru'?) 
Seiyū: Momoyo Kodama
Doblaje: (Inglés) Elizabeth Wood
Hikaru es otra chica del comité. Tiene un largo flequillo. A veces cumple tareas para MIchiko, como revisar el baño de hombres siempre que Aburatsubo desaparece. Suele esquivar los golpes de Michiko dirigidos a Madoka.

## Mahō Tsukai Tai! vs. Shamanic Princess
Mahō Tsukai Tai! vs. Shamanic Princess (魔法使いTai! vs シャーマニックプリンセス?) es un OVA lanzado en el año 1998. El mismo consta de un solo episodio. Se trata de un epílogo, a modo de parodia, de las series Shamanic Princess y Mahō Tsukai Tai!. Además parece el novelístico británico Neil Gaiman y la diseñadora artista de personajes Atsuko Ishida en sus versiones animadas, retandolo a un loco productor y artista pervertido, por arruinar la animación escénica donde Tiara Pendragón estaba desnuda y enfocando su trasero. Ha sido producido conjuntamente por los estudios Bandai Visual y NYAV Post.